# マーク・スコラー
マーク・スコラー（Mark Schorer、1908年5月17日 - 1977年8月11日）は、アメリカ合衆国の作家・批評家・英文学者。
カリフォルニア大学の英文学部長を務めた。
ウィスコンシン州ソークシティ出身。幼馴染のオーガスト・ダーレスとホラーを執筆して発表した。
アレン・ギンズバーグの詩集『吠える』(Howl)をめぐる裁判に関わる。この事件を題材とした映画"Howl"ではトリート・ウィリアムズが演じた。